# Route nationale 63 (Inde)
Pour les articles homonymes, voir Route nationale 63.
La  route nationale 63  (en anglais : National highway 63 (India) relie Ankola du Karnataka, côte de la Mer des Laquedives à Gooty en Andhra Pradesh. Elle est longue de 432 km et est connectée à la NH-17, NH-4, NH-218, NH-13 et la NH-7.
L'autoroute, de trajet est-ouest relie les Ghats occidentaux à la côte. Elle est fortement fréquentée par des camions transportant les ressources primaires telles le fer, le manganèse ou le granite vers l'export par le port.